# Legyél velem!
A Legyél velem! (eredeti címe: Baise-moi) 2000-es francia erotikus bűnügyi thriller, amelyet Virginie Despentes és Coralie Trinh Thi írt és rendezett. A főbb szerepekben Raffaëla Anderson és Karen Lancaume. 2000. június 28-án mutatták be Franciaországban, Magyarországon 2001. április 12-től vetítették a mozikban.
A produkció nagy port kavart az erotikus jelenetekkel és az erőszakos cselekménnyel. A Legyél velem!-et több országban újravágták, és több mint 20 országban be is tiltották.

## Cselekmény
Manut és barátnőjét, három férfi szólítja le a parkban. A nőket egy garázsba viszik, és csoportosan megerőszakolják őket. Míg a barátnője küzd, sikoltozik és harcol az erőszaktevők ellen, Manu mozdulatlanul fekszik, távolságtartó tekintettel, ami zavarja az őt megerőszakoló férfit, aki hamarosan feladja. Manu ezután visszatér a bátyjához, aki észreveszi a nyakán a zúzódásokat. Mikor Manu nem hajlandó elmondani, mi történt, a bátyja pisztolyt ránt, de a nő süti el a fegyvert. 
Ezalatt Nadine hazatér, és összeveszik a lakótársával. Nadine megfojtja a lányt, és távozik a lakbérpénzükkel. Nadine aznap elveszti legjobb barátját is, mikor lelövik kábítószer-kereskedelemért. Miután lekéste az utolsó vonatot, Nadine találkozik Manuval a vasútállomáson. Hamarosan rájönnek, hogy közös a haragjuk, és együtt egy erőszakos hadjáratot indítanak.
A lopás és gyilkosságok után a két nő belép egy swinger klubba. Azonban az egyik vendég rasszista megjegyzést tesz Manura. A nők megölik az ott lévő vendégek többségét, majd egy pisztollyal análisan behatolnak a rasszista férfiba, végül lelövik. A két nő rájön, hogy eddigi tetteik értelmetlenek voltak, mert nem változott meg semmi. 
Az ámokfutásuk során a duó bűntetteiről a sajtó is beszámol, ami félelmet és rokonszenvet is kelt a népben. Amikor Manu bemegy egy boltba kávéért, a bolt tulajdonosa lelövi, akivel pedig Nadine végez. Nadine egy erdei tóhoz viszi Manu holttestét, és elégeti, majd egy tengerpartra hajt. Mielőtt öngyilkos lehetne, a rendőrség letartóztatja.

## Szereplők
| Szerep                      | Színész           | Magyar hangja |
| --------------------------- | ----------------- | ------------- |
| Nadine                      | Karen Lancaume    |               |
| Manu                        | Raffaëla Anderson |               |
| szőke nő a biliárdasztalnál | Céline Beugnot    |               |
| hotel recepciós             | Adama Niane       |               |
| Francis                     | Patrick Eudeline  |               |
| szobatárs                   | Delphine McCarty  |               |
| 1. erőszaktevő              | Ian Scott         |               |
| 2. erőszaktevő              | Philippe Houillez |               |
| 3. erőszaktevő              | Steven Johnsson   |               |
| cuki fiú                    | Titof             |               |
| Radouan                     | Ouassini Embarek  |               |

Felsorolt, de nem hozzárendelt hangok: Horváth Lili, Kéri Kitty, Mánya Zsófia

## Fogadtatás

### Kritikai visszhang
A film negatív fogadtatásra lelt a kritikusoknál. A Rotten Tomatoeson 22%-os minősítést ért el 58 értékelés alapján, az összefoglaló szerint: „A szexuális és erőszakos Legyél velem! nem annyira merész, mint inkább hanyag munka.” Lisa Alspector azt írta a Chicagor Readerben: „A valódi szex és a hamisnak tűnő erőszak keveréke ebben a 2000-es francia játékfilmben furcsán kevéssé provokatív.” Jay Carr szerint „ideológiailag túl komoly a pornóközönségnek, és túl kemény a komoly közönségnek.” Owen Gleiberman filmes punkhimnusznak írta le a produkciót, amely „egy bosszúálló fantázia digitális nyersességgel” tálalva.
A MetaCritic 35 pontot adott a 100-ból 22 vélemény alapján. Michael Wilmington azt írta a Chicago Tribune-ön: „Gyorsan pergő sokkoló, de unalmas sokkoló, erkölcsileg annyira halott, hogy az embernek már a nézése is halott. Egy idő után már nem érdekel, hogy bárkit lemészárolnak vagy megerőszakolnak, beleértve a hősnőket is.” Roger Ebert azt írta: „Váltakoznak benne a szemléletes, explicit szexjelenetek és a brutális kegyetlenséggel elkövetett gyilkossági jelenetek. Az ember visszahőköl attól, ami a képernyőn látható.”

### Bevétel adatai
A Box Office Mojo szerint a film 444 ezer dollárt szerzett bevételként, a költségvetésről nincs információ.